# Талапкер (Акмолинская область)
Талапкер (каз. Талапкер) — село в Целиноградском районе Акмолинской области Казахстана. Административный центр Талапкерского сельского округа. Код КАТО — 116672100.

## География
Село расположено на правом берегу реки Ишим, в северной части района, на расстоянии примерно 22 километров (по прямой) к северо-востоку от административного центра района — села Акмол.
Абсолютная высота — 331 метров над уровнем моря.
Климат холодно-умеренный, с хорошей влажностью. Среднегодовая температура воздуха отрицательная и составляет около -4,1°С. Среднемесячная температура воздуха в июле достигает +20,4°С. Среднемесячная температура января составляет около -14,3°С. Среднегодовое количество осадков составляет около 395 мм. Основная часть осадков выпадает в период с июня по июль.
Ближайшие населённые пункты: село Нуресиль — на юге, село Кажымукан — на западе, село Ыбырая Алтынсарина — на северо-востоке, город Астана — на востоке.
Близ села проходит автодорога республиканского значения — М-36 «Граница РФ (на Екатеринбург) — Алматы; через Костанай, Астана, Караганда», от которого на территории села отходит автодорога областного значения — КС-49 «Акмол — Нуресиль — Талапкер».
В селе 75 улиц.

## Население
В 1989 году население села составляло 565 человек (из них казахи — 100%).

В 1999 году население села составляло 501 человек (251 мужчина и 250 женщин). По данным переписи 2009 года, в селе проживало 3111 человек (1625 мужчин и 1486 женщин).
| Численность населения | Численность населения | Численность населения |
| 1989                  | 1999                  | 2009                  |
| --------------------- | --------------------- | --------------------- |
| 565                   | ↘501                  | ↗3111                 |

Аким Акмолинской области в 2020 году сказал, что в Талапкере проживает 15 тысяч человек. 

## Транспорт
Транспортное сообщение с городом Астана обеспечивается пригородными маршрутами № 306,326. .